# Passiflora urbaniana
Passiflora urbaniana Killip – gatunek rośliny z rodziny męczennicowatych (Passifloraceae Juss. ex Kunth in Humb.). Występuje naturalnie w Meksyku (półwysep Jukatan), Belize oraz na Kubie. 

## Morfologia
PokrójZdrewniałe, trwałe, owłosione liany.
LiściePotrójnie klapowane podłużne lub owalne, prawie sercowate. Mają 2–4 cm długości oraz 3,5–6,5 cm szerokości. Całobrzegie lub z drobnymi zaokrąglonymi ząbkami, z ostrym wierzchołkiem. Ogonek liściowy jest owłosiony i ma długość 10–30 mm. Przylistki są liniowe o długości 1–5 mm.
KwiatyPojedyncze lub zebrane w pary. Działki kielicha są podłużne, zielonofioletowe, mają 1,5-2,7 cm długości. Płatki są liniowe, fioletowe, mają 1,5-2,5 cm długości.
OwoceMają jajowaty kształt. Mają 2,5–4 cm długości i 2,5–3 cm średnicy.